# Jean IV de Bretagne
Pour les articles homonymes, voir Jean IV.
Jean IV de Bretagne, aussi connu sous le nom de Jean III de Montfort, Jean le Conquéreur ou encore celui de Jean le Vaillant (breton Yann IV) est né le 12 avril 1339 et mort le 1er novembre 1399 à Nantes. Il est le premier enfant de Jean de Montfort et de Jeanne de Flandre. À la mort de son père en 1345, en pleine guerre de succession, il devient comte de Richmond et de Montfort ainsi que duc de Bretagne en compétition avec Charles de Blois jusqu'en 1364. À la suite de la victoire finale du parti anglo-breton sur le parti franco-blésiste en 1364 lors de la bataille d'Auray, il est reconnu par le traité de Guérande signé le 12 avril 1365 comme seul duc de Bretagne.
Pendant la guerre de Succession de Bretagne, si l'on reconnaît Jean de Montfort comme duc de Bretagne, celui-ci est nommé Jean IV. Ainsi, l'historiographie anglaise nomme son successeur Jean V alors que l'historiographie française le désigne sous le nom de Jean IV.

## Biographie

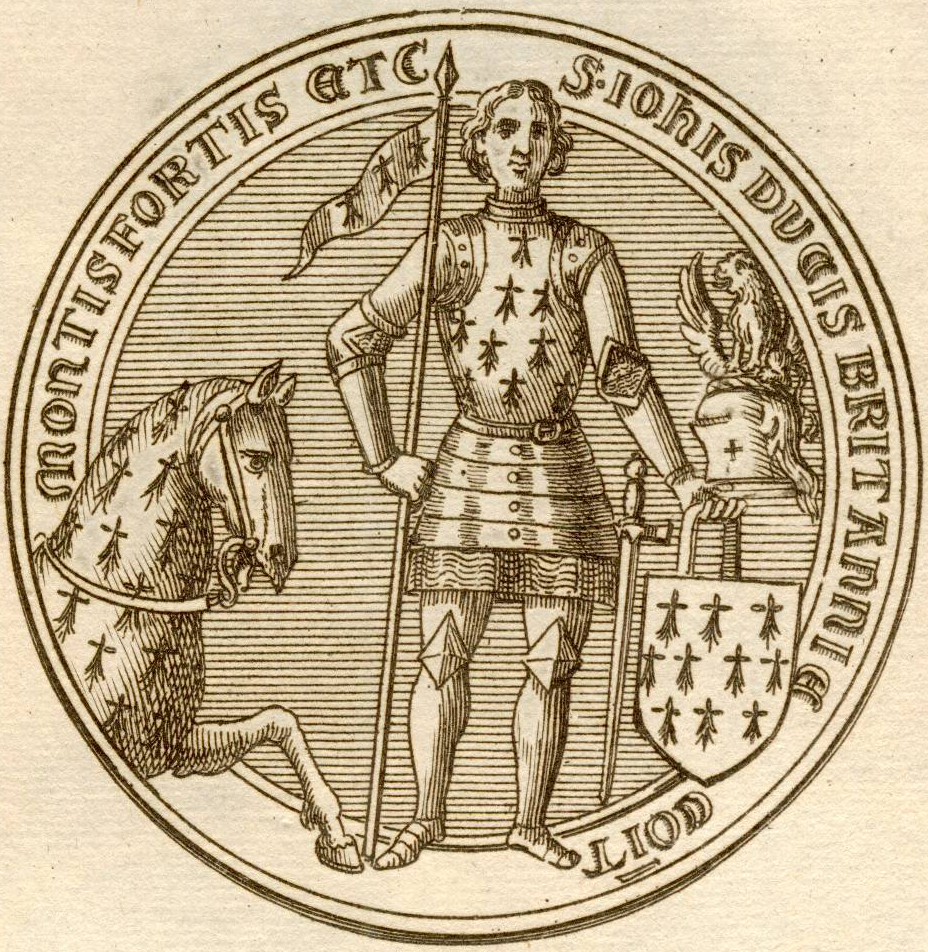
Sceau du duc.

### Guerre de Succession de Bretagne
Son père meurt en 1345, alors qu'il n'avait que six ans, en pleine lutte contre Charles de Blois lors de la guerre de Succession de Bretagne. C'est sa mère Jeanne la Flamme qui poursuit la guerre, remportant des succès. Il commence à prendre part aux opérations militaires en 1357. En 1364, il assiège Auray quand il apprend que Charles de Blois se prépare à l'attaquer. Aidé par des renforts envoyés par le Prince Noir, il écrase l'armée adverse et tue son rival Charles de Blois à la bataille d'Auray. Il négocie avec la duchesse Jeanne de Penthièvre, veuve de Charles de Blois, le premier traité de Guérande en 1365, qui le reconnaît comme seul duc de Bretagne.

### Exil en Angleterre
Allié à l'Angleterre, il y avait passé de nombreuses années en exil lors de la guerre de Succession de Bretagne qu'il n'avait pu gagner qu'avec l'assistance de troupes anglaises. Il avait épousé une sœur puis une belle-fille du Prince Noir et avait dû confier, ou confirmer à plusieurs capitaines et seigneurs anglais le contrôle de places fortes et de leurs environs (comme Brest). En butte à la défiance de sa noblesse qui lui reprochait la présence de ces troupes et de « rogues », seigneurs anglais, jusqu'à son entourage et son gouvernement, et à la révolte ouverte d'Olivier de Clisson, Bertrand du Guesclin et son cousin Olivier de Mauny. La découverte fortuite du traité d'alliance secret conclu avec l'Angleterre, ainsi que l'annonce du débarquement à Saint-Malo de 4 000 mercenaires d'Outre-Manche donne le signal d'un soulèvement de la population que met à profit Charles V. Bertrand du Guesclin concentre ses troupes à Angers en mars 1373 et pénètre dans le duché où les villes et les châteaux n'offrent aucune résistance. Jean IV, ses derniers fidèles ne contrôlant plus que Brest, Bécherel jusqu'à l'année suivante, Auray et Derval, se résout à s'embarquer pour un nouvel exil en Angleterre fin avril 1373.

### Tentative d'annexion de la Bretagne

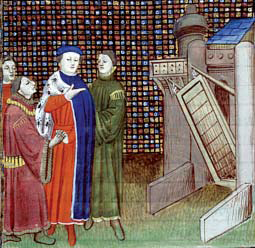
Le duc de Bretagne Jean IV et ses conseillers, Chroniques de Jean Froissart.

Le roi de France confie l'administration du duché à son frère le duc Louis d'Anjou avec le titre de « lieutenant général ». Dès le mois d'août Charles V interroge le Parlement de Paris sur l'opportunité d'annexer le duché à la couronne. Toutefois jusqu'en 1378 l'administration reste nominalement sous la responsabilité du duc d'Anjou mais de facto sous le contrôle d'Olivier V et du vicomte de Rohan.
Jean IV de son côté participe à la grande chevauchée menée en France par Jean de Gand entre Calais et Bordeaux. La trêve de Bruges conclue le 27 juin 1375 entre la France et l'Angleterre inclut également la Bretagne. L'échec des Anglais devant Saint-Malo en 1378 compromet l'avenir de Jean IV de plus en plus dépendant du roi d'Angleterre. Charles V le cite devant le Parlement et la Cour de Paris pour crime de lèse-majesté et de félonie. Il est condamné malgré son refus de comparaître, et la déchéance de ses fiefs et la confiscation du duché sont prononcés le 18 décembre 1378 à titre de sanction, pour qu’ils soient rattachés au domaine royal, comme l'avait fait Philippe Auguste à l'encontre des Plantagenêts. La prise en main fut très brutale et rapidement l'ensemble de la population s'oppose à l'annexion. La décision royale méconnaît de plus totalement les droits de la famille de Penthièvre reconnus par le traité de Guérande en 1365. Une ligue se constitue en avril 1379 entre Jeanne de Penthièvre, le vicomte de Rohan Jean Ier de Rohan, le sire de Beaumanoir. Une députation est envoyée à Londres pour réclamer le retour de Jean IV.

### Retour triomphal
Jean IV saisit l'occasion qui se présente, débarque avec des troupes anglaises à Dinard le 3 août 1379 dans un climat d'allégresse et reprend le contrôle du duché. Une trêve est signée avec la France dès le 14 octobre. Les Anglais prennent quatre places fortes maritimes et dix châteaux, places fortes stratégiques, pour garantir la dette contractée par Jean IV pour cette reconquête de son duché. En avril 1380 les représentants des États inquiets de la présence anglaise envoient une supplique au roi afin qu'il accorde son pardon au duc et lui permette de conserver son héritage.

### Fin du règne
Charles V meurt en juillet 1380, la réconciliation avec Charles VI est alors possible et donne lieu au second traité de Guérande le 4 avril 1381. Jean IV rend l'hommage à Charles VI et s'engage auprès de la noblesse bretonne à abandonner l'alliance anglaise. Il peut gouverner en paix son duché. Pour contrer l'effet de la tentative de confiscation du duché par Charles V, un ensemble de récits et de documents visent à exalter un sentiment national breton, de même le cérémonial de couronnement ducal à Rennes est élaboré à l'imitation d'un couronnement royal. Cette autonomie retrouvée par Jean IV assurera la maison de Monfort à la tête du duché, son fils Jean V règne ainsi près d'un demi-siècle.
La rivalité avec les Penthièvre demeure malgré la mort de Jeanne de Penthièvre en 1384. Le chef de cette maison est désormais son fils Jean Ier de Châtillon toujours prisonnier en Angleterre comme caution du paiement de la rançon de son défunt père. Les biens de la famille de Penthièvre sont administrés par le connétable de France Olivier V de Clisson dont la fille Marguerite de Clisson est devenu l'épouse de Jean Ier de Châtillon. Olivier de Clisson, un moment capturé par le duc lors d'un banquet à Vannes le 26 juin 1387, s'empresse de dénoncer la félonie de Jean IV et se réfugie à Paris. En 1392 une tentative d'assassinat du connétable, imputée au duc, met la Bretagne au bord de la guerre civile. Le conflit dure jusqu'à la réconciliation de 1395. Toutefois Saint-Malo qui rejette l'autorité de Jean IV se place sous la suzeraineté du roi de France en 1394 et reste en marge du duché jusqu'en 1415.
Grâce à l'intervention diplomatique de Charles VI de France auprès du roi Richard II d'Angleterre, le duc Jean IV recouvre Brest le 12 juin 1397, après avoir, le 16 mai 1396, versé une somme de 120 000 francs or aux Anglais pour ce faire. Le comté de Richmond lui est restitué par ce même Richard II le 23 avril 1398 mais il en est de nouveau privé après la déposition du roi d'Angleterre par Henri de Lancastre le 20 octobre 1399. Jean IV de Bretagne meurt le 1er novembre suivant et est inhumé dans la cathédrale Saint-Pierre-et-Saint-Paul de Nantes.

### Un duc bâtisseur
Jean IV est à l'origine de la fondation et de la construction de la collégiale de Saint-Michel-du-Champ près d'Auray destinée à commémorer sa victoire sur Charles de Blois. Des nouveaux chantiers sont mis en œuvre ou repris après des années de conflits: la tour ducale du château de Dinan,  l'église Saint-Léonard de Fougères, la chapelle Notre-Dame du Kreisker à Saint-Pol-de-Léon et dans la cathédrale Saint-Tugdual de Tréguier sous l'évêque Even Bégaignon (1363-1371).

### Mariages et descendance

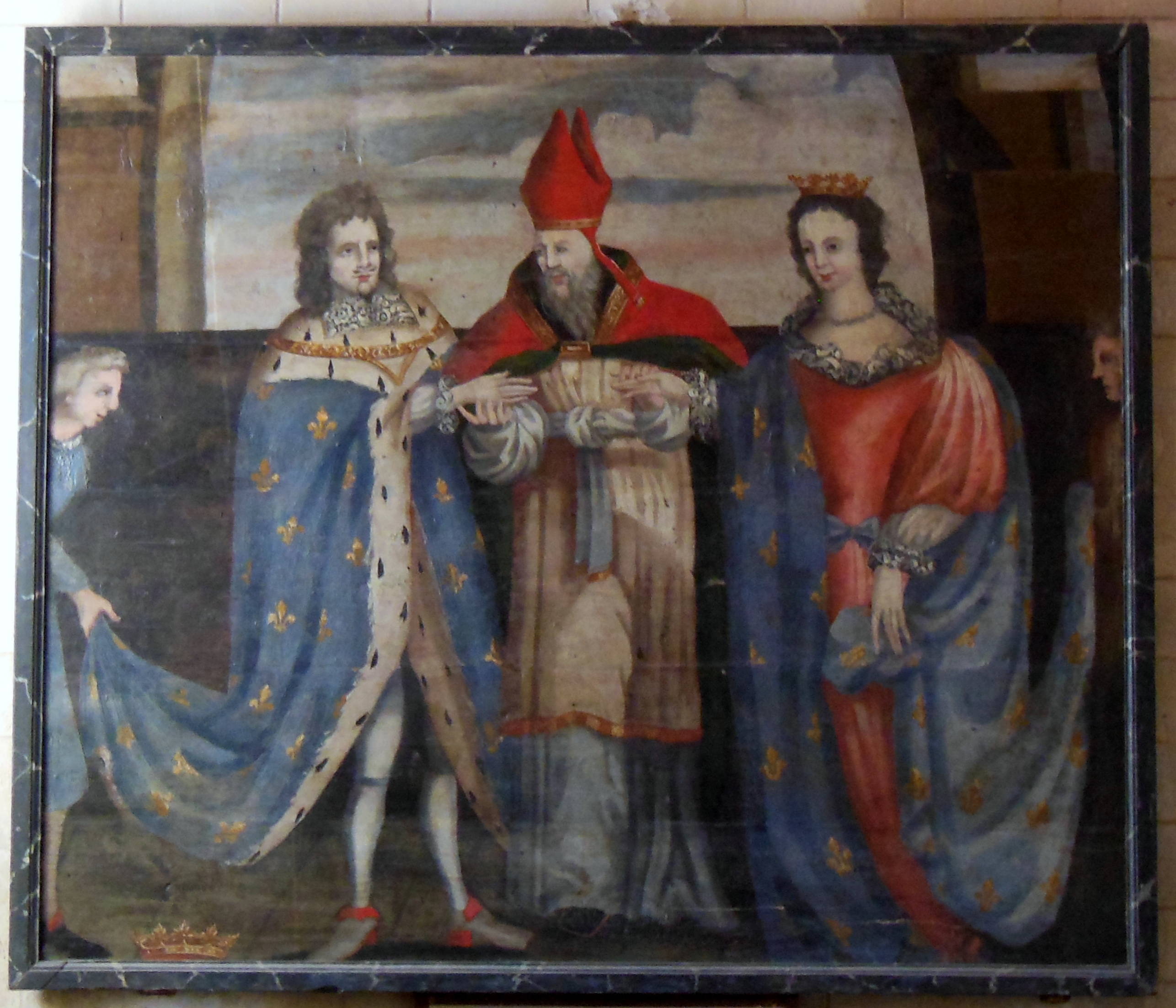
Tableau représentant le troisième mariage du duc Jean IV avec Jeanne de Navarre en l'église Saint-Clair de Saillé, le 11 septembre 1386 (représentation fantaisiste du XVIIe siècle).

Le duc Jean IV contracta deux mariages sans descendance. En juillet 1355, il épouse en premières noces à Londres Marie d'Angleterre (1344 † 1361), fille d'Édouard III d'Angleterre et de Philippa de Hainaut. Quatre ans après la mort de Marie, en mai 1366, il épouse dans la même ville Jeanne Holland (1350 † 1384), fille de Thomas Holland et de Jeanne de Kent, comtesse de Kent.
Le 11 septembre 1386, deux ans après la mort de Jeanne Holland, il épouse en troisièmes noces en l'église Saint-Clair de Saillé à Guérande, Jeanne de Navarre (1370 † 1437), fille de Charles II de Navarre et de Jeanne de France. De cette union naissent :
- Jeanne (1387 † 1388) ;
- une fille (1388 † 1388) ;
- Pierre, renommé Jean (V) à sa confirmation (1389 † 1442), comte de Montfort puis duc de Bretagne , père des ducs François Ier et Pierre II  ;
- Marie (1391 † 1446), dame de La Guerche-de-Bretagne, mariée en 1396 à Jean Ier (1385 † 1415), comte d'Alençon : le roi Henri IV en descend par son père ;
- Marguerite (1392-1428), mariée à Alain IX de Rohan : Henri IV en descend par sa mère ;
- Arthur III (1393-1458), comte titulaire de Richemond, connétable de France, puis duc de Bretagne de 1457 à 1458  ;
- Gilles (1394-1412), seigneur de Chantocé ;
- Richard (1395-1438), comte de Vertus, d'Étampes et de Mantes, père du duc François II et grand-père de la duchesse Anne, deux fois reine de France  ;
- Blanche (1397-ap.1419), mariée à Jean IV d'Armagnac.

Guy XII de Laval est administrateur des biens de ses enfants mineurs à sa mort.

## Dans la culture
Le « retour triomphal » du duc de Bretagne en ses terres est le thème de la chanson traditionnelle An Alarc'h (« Le cygne » en breton), publiée par Théodore Hersart de La Villemarqué dans le Barzaz Breiz, qui est reprise par différents artistes contemporains comme symbole de l'indépendance bretonne, notamment Gilles Servat et Alan Stivell.

### Sources imprimées
- Michael Jones (éd.), Recueil des actes de Jean IV, duc de Bretagne, tome I : no 1-430 (1357-1382), Paris, Klincksieck, coll. « Publications de l'IARÉH », no 28, 1980, 339 p.-2 f. de fac-sim.  (ISBN 2-252-02209-4), présentation en ligne.
- Michael Jones (éd.), Recueil des actes de Jean IV, duc de Bretagne, tome II : no 431-1196 (1383-1399) avec supplément et tables, Paris, Klincksieck, coll. « Publications de l'IARÉH », no 29, 1983, p. 345-749  (ISBN 2-252-02431-3), présentation en ligne.
- Michael Jones (éd.), Recueil des actes de Jean IV, duc de Bretagne, tome III : Supplément, Rennes, Société d'histoire et d'archéologie de Bretagne, coll. « Archives historiques de Bretagne », no 7, 2001, 190 p.  (ISBN 2-9505895-5-3), présentation en ligne.